# José Gállego Aragüés
José Gállego Aragüés (Aragüés del Puerto, Huesca, 1893 - Bilbao, 28 de mayo de 1938) fue un militar español leal a la República durante el periodo de la Guerra Civil Española. Durante la sublevación estuvo a cargo de la comandancia militar de Gijón.

## Biografía
Nace en el municipio de Aragüés del Puerto (provincia de Huesca) y como otros oficiales españoles de la época se formó en la Academia de Infantería de Toledo. Tras la Academia, ya finalizados los estudios, en 1913 se incorpora al Regimiento de Infantería Galicia n.º 19 y es destinado en Larache (Protectorado de Marruecos). Ascendido al grado de Teniente formó parte de la Policía Indígena de Larache integrada en el Grupo de Regulares n.º 4 hasta 1917. Tras el Desastre de Annual es ascendido a Capitán. Ya en 1924 es destinado al Regimiento de Infantería «Saboya» n.º 6 de Madrid (llamado Regimiento de León tras la llegada de la República). 
Durante algún tiempo ejerció como ayudante del general Toribio Martínez Cabrera.
Durante la sublevación militar de julio él se encuentra de vacaciones en Gijón, lugar donde improvisadamente se le asigna la comandancia. Logra tomar los cuarteles de Zapadores y Simancas de Gijón, acabando con toda resistencia el día 21 de agosto. Avanzada la contienda ostentaría el mando de la 2.ª División santanderina y, posteriormente, del XVI Cuerpo de Ejército. Fue aprisionado el 1 de septiembre de 1937 en Cabuérniga. Se le sometió a dos consejos de guerra. En ambos resultó condenado a muerte. Gállego fue fusilado el 28 de mayo de 1938.